# Olburgen
Olburgen is een kleine plaats aan de IJssel in de Nederlandse gemeente Bronckhorst, op de rand van de Achterhoek, tussen Dieren en Doesburg.
Het dorp heeft circa 190 inwoners in de plaats zelf en een kleine 265 inclusief de buitengebieden. Olburgen bestond in 1996 duizend jaar.
In het dorp zijn een aantal gebouwen die een bijzondere functie binnen de gemeenschap vervullen. Dit zijn de St. Willibrordusschool en de Sint-Willibrorduskerk. De school is tegenwoordig niet meer in gebruik als basisschool. Enthousiaste dorpelingen hebben in de school een dorpshuis gerealiseerd.
Het dorp is de laatste rustplaats van Dorothea Visser.
Olburgen biedt de toerist op twee plaatsen onderdak. Net aan de oostzijde buiten het dorp is Droompark Marina Strandbad gelegen, een vakantiepark met een haven voor de pleziervaart. De enige toegangsweg erheen loopt net ten noorden van het dorp. Verder is er minicamping 't Hofke, eveneens in oostelijke richting net buiten het dorp.
De verkeersverbinding met Dieren wordt verzorgd door het veer Dieren - Olburgen over de IJssel. De dienst voor alle verkeer tot 14 ton wordt uitgevoerd met een gierpont met motor met de naam Steeds voorwaarts. Er wordt het gehele jaar gevaren met uitzondering van eerste kerstdag en nieuwjaarsdag en tijden dat het water in de IJssel te hoog of te laag staat om over te kunnen varen. 

## Geboren
- André Baars, politicus, burgemeester

## Overleden
- Dorothea Visser, mystica en zieneres

## Zie ook

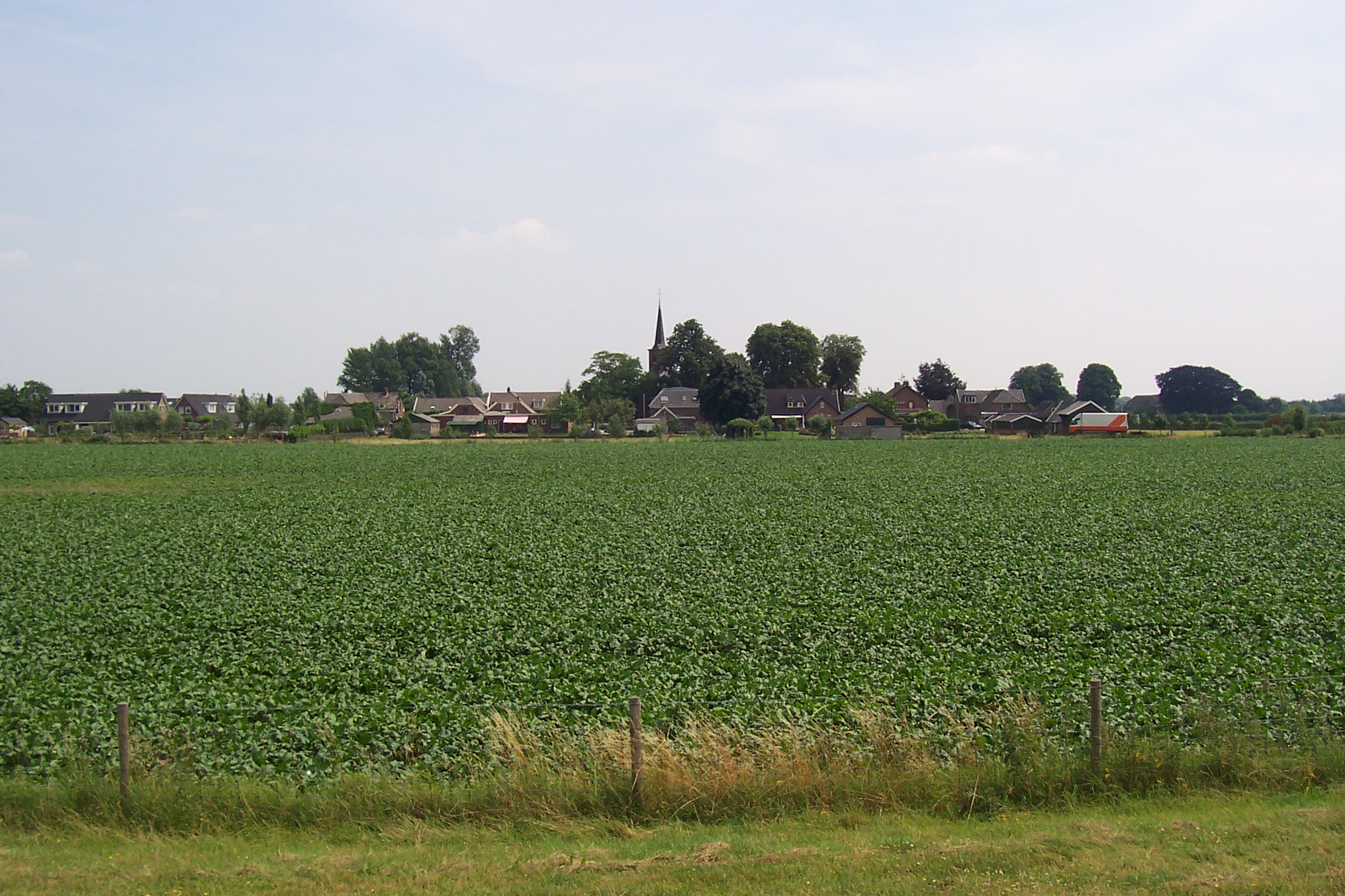
Olburgen van de noordwestzijde gezien